# Адиль Бигашев
Адиль (Адыл) Бигашев — участник Крестьянской войны 1773—1775 годов, главный атаман Пугачёва.

## Биография
Адиль (Адыл) Бигашев происходил из башкир. Был волостным муллой Сибирской дороги.
Служил в российском имперском военно-морском флоте, дослужился до звания капрала.
Осенью 1773 года примкнул к восстанию под руководством Е. И. Пугачёва. В декабре 1773 года совместно с пугачёвским полковником Абдулзялилем Урускуловым и главным полковником Бахтияром Канкаевым формировал повстанческие отряды на Казанской дороге.
После возвращения на территорию Сибирской дороги, присоединился к Салавату Юлаеву. В составе его войска принимал участие во взятии Красноуфимска, а также в сражениях около Кунгура. В январе 1774 года — «войсковой предводитель и переводчик» в походной канцелярии Салавата Юлаева.
4 июня 1774 года башкирские отряды под руководством Адиля Бигашева, старшины Кыр-Таныпской волости Аладина Бектуганова и старшины Су-Унларской волости Буляка Якупова выбили из Бирска отряд майора Отто фон Дуве и захватили город.
Позднее совместно с Арасланом Рангуловым и Буляком Якуповым руководил восстанием в районе между Бирском и Ангасякским виннокуренным заводом, вёл набор в повстанческие отряды в населённых пунктах башкир, мишарей и русских.
В сентябре 1774 года в составе войска Салавата Юлаева участвовал в боях с правительственными войсками под командованием Ивана Рылеева.
Дальнейшая судьба неизвестна.